# SS Juvenes Serravalle
Die Società Sportiva Juvenes Serravalle ist ein Mehrspartenverein aus Serravalle in San Marino.

## Geschichte
Der Verein wurde 1953 gegründet. Die Fußballabteilung nahm 1985/86 am Ligabetrieb der nationalen Meisterschaft, dem Campionato Sammarinese di Calcio, teil und stieg zum Saisonende als Tabellenletzter ab. Im Jahr 2000 schloss sich die Fußballabteilung mit der des GS Dogana zum AC Juvenes/Dogana zusammen.

## Erfolge
- Coppa Titano: 1965, 1968, 1976, 1978, 1984